# Ökenleguan
Ökenleguan (Dipsosaurus dorsalis) är en ödleart som beskrevs av Baird och Girard 1852. Ökenleguan ingår i släktet Dipsosaurus, och familjen leguaner. IUCN kategoriserar arten globalt som livskraftig.
Leguanen förekommer i sydvästra USA (sydöstra Kalifornien, södra Nevada, västra Arizona, sydvästra Utah) och nordvästra Mexiko (Baja California, västra Sonora, nordvästra Sinaloa).
Dess habitat är sandiga arroyos (uttorkade flodbäddar) eller andra öppna områden med lös jord, ibland också klippiga sluttningar. I norra delen av utbredningsområdet återfinns ökenleguaner ofta i torra buskmarker med kreosotbuskar (Larrea tridentata) där det både finns lös och sandig mark och fastare mark med spridda klippor. Även i söder kan den förekomma i torra buskmarker.

## Underarter
Arten delas in i följande underarter:
- D. d. catalinensis
- D. d. dorsalis
- D. d. lucasensis
- D. d. sonoriensis